# Pat Nixon
Thelma Catherine "Pat" Nixon, ogift Ryan, född 16 mars 1912 i Ely i Nevada, död 22 juni 1993 i Park Ridge i New Jersey, var en amerikansk presidenthustru 1969–1974.

## Biografi
Pat Nixons far var en gruvarbetare som sadlade om till lantbrukare. Han flyttade med familjen till Artesia i Kalifornien när Pat var ett år gammal. Namnet Pat var ett smeknamn som hennes far gav henne. När hon började på college slutade hon använda namnet Thelma och kallade sig istället Pat, eller ibland Patricia. Hon gjorde dock inget officiellt namnbyte. På hennes gravsten står Patricia Nixon.
År 1937 avlade hon examen med utmärkta betyg vid University of Southern California. Hon undervisade sedan i handelslära vid Whittler High School i Whittler i Kalifornien. Där träffade hon sin blivande make, Richard Nixon, i en amatörteatergrupp. De gifte sig den 21 juni 1940. Paret fick två döttrar, Patricia (född 21 februari 1946) och Julie (född 5 juli 1948; gift med en sonson till president Dwight D. Eisenhower).
Värdig och alltid med ett orubbligt lugn, stod hon troget vid sin makes sida i såväl framgång som motgång.
År 1976 drabbades hon av en stroke och ytterligare en 1983. Hon avled i juni 1993.